# Хуверсон Хајтс (Западна Вирџинија)
Хуверсон Хајтс (енгл. Hooverson Heights) насељено је место без административног статуса у америчкој савезној држави Западна Вирџинија.

## Демографија
По попису из 2010. године број становника је 2.590, што је 319 (-11,0%) становника мање него 2000. године.
| Група             | 2000.         | 2010.         |
| Белци             | 2.865 (98,5%) | 2.554 (98,6%) |
| Афроамериканци    | 8 (0,3%)      | 4 (0,2%)      |
| Азијати           | 5 (0,2%)      | 1 (0,0%)      |
| Хиспаноамериканци | 12 (0,4%)     | 17 (0,7%)     |
| Укупно            | 2.909         | 2.590         |